# Karl-Heinz Martell
Karl-Heinz Martell (16 de marzo de 1928 - 9 de septiembre de 2002) fue un actor alemán.

## Biografía
También conocido como Karlheinz Martell, en sus comienzos, y antes de ser actor, cursó estudios de filosofía y teatro. Tras actuar en Hannover, Lübeck y Mannheim, Martell pasó 15 años en el Düsseldorfer Schauspielhaus. Tuvo también compromisos en el Ernst Deutsch Theater de Hamburgo, en el Burgtheater de Viena y en el Theater in der Josefstadt, también en Viena. Después trabajó principalmente en teatros itinerantes, y por vez primera en 1971 en la obra de Siegfried Lenz Die Augenbinde, junto a su suegro Ewald Balser. A partir de 1980 apareció de modo regular en producciones de Euro-Studio Landgraf.
En Düsseldorf Martell actuó en 1961 en El sueño de una noche de verano, de William Shakespeare, y en la temporada 1964/65 fue Segismundo en la obra de Pedro Calderón de la Barca La vida es sueño. En el Ernst Deutsch Theater interpretó en 1983 el papel titular en la pieza de Bertolt Brecht La resistible ascensión de Arturo Ui. Ya en giras, en 1990 fue Shylock en El mercader de Venecia, en 1995 el personaje titular en Michael Kramer (de Gerhart Hauptmann), y en 1996 también el personaje titular en la pieza de Brecht La vida de Galileo. Otras obras en las que actuó fueron Unsere kleine Stadt (1998, de Thornton Wilder) y Die Liebe in Madagaskar (2000, de Peter Turrini). Por su actuación como Shylock, en 1989 recibió el Premio Hersfeld en el Festival de Bad Hersfeld.
Sin embargo, Karl-Heinz Martell trabajó poco en la televisión, aunque sí actuó frecuentemente en producciones radiofónicas. Entre otras emisiones, pudo ser escuchado en 1962 en Fußgänger der Luft (de Eugène Ionesco), y en 1963 en Medea (de Eurípides), en ambos casos escenificaciones del Düsseldorfer Schauspielhauses.
Karl-Heinz Martell, que tuvo una intensa amistad artística con el actor polaco Henryk Tomaszewski, vivió al final de su vida en la localidad austriaca de Werfenweng, donde falleció en el año 2002 a causa de una caída en una escalera.

## Filmografía
- 1958 : Warum sind sie gegen uns?
- 1961 : Das Bildnis des Dorian Gray (telefilm)
- 1967 : Nach der Entlassung (telefilm)
- 1967 : Zwischenfall in Antiochia (telefilm)
- 1975 : Die weiße Stadt (telefilm)
- 1977 : Abschiede (telefilm)
- 1977 : Die Rückkehr des alten Herrn
- 1977 : Das Rentenspiel (telefilm)
- 1981 : Die Leidenschaftlichen
- 1982 : Kalkstein (telefilm)

## Radio (selección)
- 1956 :  L'Impromptu de Paris, dirección de Hans Rothe
- 1957 : Herrenhaus, dirección de Günther Rennert
- 1958 : Moral, dirección de Paul Land
- 1959 : Die Tarnkappe, dirección de Wilhelm Semmelroth
- 1959 : Teilnehmer antwortet nicht, dirección de Paul Land
- 1959 : Abraham Lincoln – Der letzte Tag, dirección de Hans Dieter Schwarze
- 1960 : Spiegel, dirección de Otto Kurth
- 1960 : Romeo und Julia, dirección de Friedhelm Ortmann
- 1960 : Frédéric Chopin. Einsamkeit des Herzens, dirección de Ludwig Cremer
- 1962 : Der Schottenschatz, dirección de Otto Düben
- 1962 : Fußgänger der Luft, dirección de Karl Heinz Stroux
- 1963 : Der Herr in den grauen Beinkleidern, dirección de Fritz Peter Vary
- 1963 : Medea, dirección de Karl Heinz Stroux
- 1964 : Der Kinderkönig, dirección de Manfred Brückner
- 1964 : Sarajewo, dirección de Ludwig Cremer
- 1964 : Ein geistliches Gespiel aus der Obersteiermark, dirección de Hans Gerd Krogmann
- 1965 : Musterhaft in Freud und Qual, dirección de Otto Kurth
- 1968 : Flucht zu den Sternen, dirección de Heinz Dieter Köhler
- 1969 : Das Kerbelgericht, dirección de Oswald Döpke
- 1969 : Saucer-Man, dirección de Enno Dugend
- 1971 : Kosmos Ibiza, dirección de Hans Gerd Krogmann
- 1972 : Der Ehrenpunkt, dirección de Gustav Burmester